# Stenoma abductella
Stenoma abductella es una especie de polilla del género Stenoma, orden Lepidoptera. Fue descrita científicamente por Walker en 1864.
Se encuentra en el Amazonas, Brasil.
Los adultos son castaños grisáceos con alas moderadamente anchas. Las alas anteriores terminan en forma algo redondeada, con color blanquecino irregular a lo largo de la costa, con tres líneas oblicuas ligeramente zigzagueantes de puntos marrones y una línea submarginal. El borde exterior es convexo, no oblicuo.